# Серебряков Леонід Борисович
Леоні́д Бори́сович Серебряко́в народився 6 січня 1922 р. у сім'ї робітника Лучанського цукрозаводу в райцентрі Таращі на Київщині — радянський журналіст та письменник.

## Фронтова біографія
З липня 1941 р. на фронті. Оборона Києва. Оточення. Поранення (як засвідчує рентгеноскопія, куля і досі в так званому «лівому плечовому поясі»). Чотири фашистські табори смерті: на полі просто неба поблизу села Гоголів Броварського району Київської обл., Дарниця (Київ), Сміла нині Черкаської обл. та Кричев Могильовської обл. Білорусі. З кожного що разу тікав. Пройшов півтори тисячі окупаційних кілометрів по Україні та Білорусі. Нарешті у складі Особливого Смоленського партизанського полку (з'єднання) «Тринадцять» під командуванням Героя Радянського Союзу підполковника С. В. Гришина брав участь у трьох рейкових війнах по підтримці Радянської Армії під час боїв за Сталінград, на Курській дузі, Корсунь-Шевченчівське побоїще та операції «Багратіон» по звільненню Білорусі. З першого до останнього дня провоював в період Бовкінської блокади (Биховський район, Могильовскої області)

## Нагороди
- Орден Вітчизняної війни першого ступеня (06.04.1985);
- Орден «За мужність» третього ступеня;
- Медаль «За відвагу»;
- Медаль «За трудову відзнаку»;
- Медаль «Партизанові Вітчизняної війни» другого ступеня;
- Медаль Жукова;
- Нагорода в галузі журналістики «Золоте Перо».

## Освіта
- Ніжинський педінститут ім. М. В. Гоголя (1961 р., українська філологія)
- Київський держуніверситет ім. Т. Г. Шевченка (1969 р., журналістика)

## Журналістика та письменництво
Понад півстоліття у пресі. Працював заступником, а також редактором районних газет у Таращі, Глухові, Городні, Сновську та Носівці Сумської й Чернігівської обл. Сотні публікацій у периодиці. Здебільшого у жанрі гумору та сатири. Колективні збірки: «Гуморески» (1968 р.), «Ой під вишнею» (1971 р.), «Веселим пером» (1973 р.), «Екскурсія в рай» (1991 р.), «Чому лопнув меридіан» (1997 р.) — у київських видавництвах «Радянський письменник», «Молодь», «Бібліотека українця», а ще «Сватання холостяка» (1993 р., вид. «Суднобудівник»), «Знайся кінь з конем, а віл з волом» та «Гриша Ополоник і сексуальні реформи» (2001 р., вид. «Терра» у Херсоні).